# Fool's Mate
Fool's Mate je první sólové studiové album anglického hudebníka Petera Hammilla. Vydáno bylo v červenci 1971 společností Charisma Records a jeho producentem byl John Anthony. Nahráno bylo v londýnském studiu Trident Studios. Na albu se podíleli všichni tehdejší i několik dřívějších členů Hammillovy domovské kapely Van der Graaf Generator. Autorem obalu desky je Paul Whitehead.

## Seznam skladeb
Autorem všech skladeb je Peter Hammill, pokud není uvedeno jinak.
1. Imperial Zeppelin (Hammill, Judge Smith) – 3:36
2. Candle – 4:16
3. Happy – 2:36
4. Solitude – 4:56
5. Vision – 3:13
6. Re-Awakening – 4:01
7. Sunshine – 3:56
8. Child – 4:25
9. Summer Song (In the Autumn) – 2:13
10. Viking (Hammill, Judge Smith) – 4:44
11. The Birds – 3:38
12. I Once Wrote Some Poems – 2:56

## Obsazení
- Peter Hammill – zpěv, kytara, klavír, klávesy
- John Anthony – doprovodné vokály
- Hugh Banton – varhany, klavír, klávesy, doprovodné vokály
- Rod Clements – baskytara, housle
- Guy Evans – perkuse, bicí, doprovodné vokály
- Robert Fripp – kytara
- David Jackson – saxofon
- Ray Jackson – harmonika, mandolína, harfa, doprovodné vokály
- Nic Potter – baskytara
- Martin Pottinger – bicí
- Paul Whitehead – bicí